# 協和信條
《協和信條》（1577年），或稱《協同式》，為信義宗（路德宗）基督徒信條之一，與《奧斯堡信條》及其《辯護論》、馬丁·路德的《施馬加登信條》及墨蘭頓的《論教宗權與首位》，和路德的大、小要理問答，一同收集於路德宗的《協和書》中。《協同信條》包含「摘要」與「全文宣言」兩部分。
「摘要」中為信條所包含的12篇文章之簡單摘要，而「全文宣言」則包含全部內容。受認可的學說位於「論文」中，而不受認可的學說則收容於「反對言論」中。

## 意義及構成
這個文件的主要貢獻革在於路德教派的統一和保存。這份文件是十六個世紀的信義宗神學家和牧師合作制定, 他們從1576 年4月9 日到6月7 日在托爾高舉行會議
第一小組制定了托爾高書，濃縮之後成為「提要」(協和信條的第一部份)。依照在1576年的文件，它的標題如下：以基督徒方式呈現在奧斯堡信條中神學家爭議許多年文章的簡要總結，於托爾高，1576年6月。
第二個小組校正了托爾高書成為它最後的形式， 以卑爾根書著名， 或協和信條的堅實聲明。1577年5月28 日向薩克斯尼的奧古斯特(August of Saxony)選侯提出。簽署人包括由神聖羅馬帝國的三位選侯， 二十位公爵和侯爵，二十四位伯爵，四位男爵， 三十五個自由皇家城市和8，000 位牧師。這等於當時德國信義會牧者人數的三分之二。

## 協和信條之內容
1. 原罪。
2. 自由意志。
3. 稱義。
4. 善工。
5. 律法與福音。
6. 律法的第三功用。
7. 聖餐。
8. 基督的位格。
9. 基督下到陰間。
10. 聖禮 (無關緊要之事)。
11. 神的揀選與永恆預知。
12. 異端。

## 外部連結
- 《協同式·摘要》(Epitome of the Formula of Concord) （页面存档备份，存于）（英文）
- 《協同式·宣言全文》(Solid Declaration of the Formula of Concord) （页面存档备份，存于）（英文）